# Матч в стальной клетке

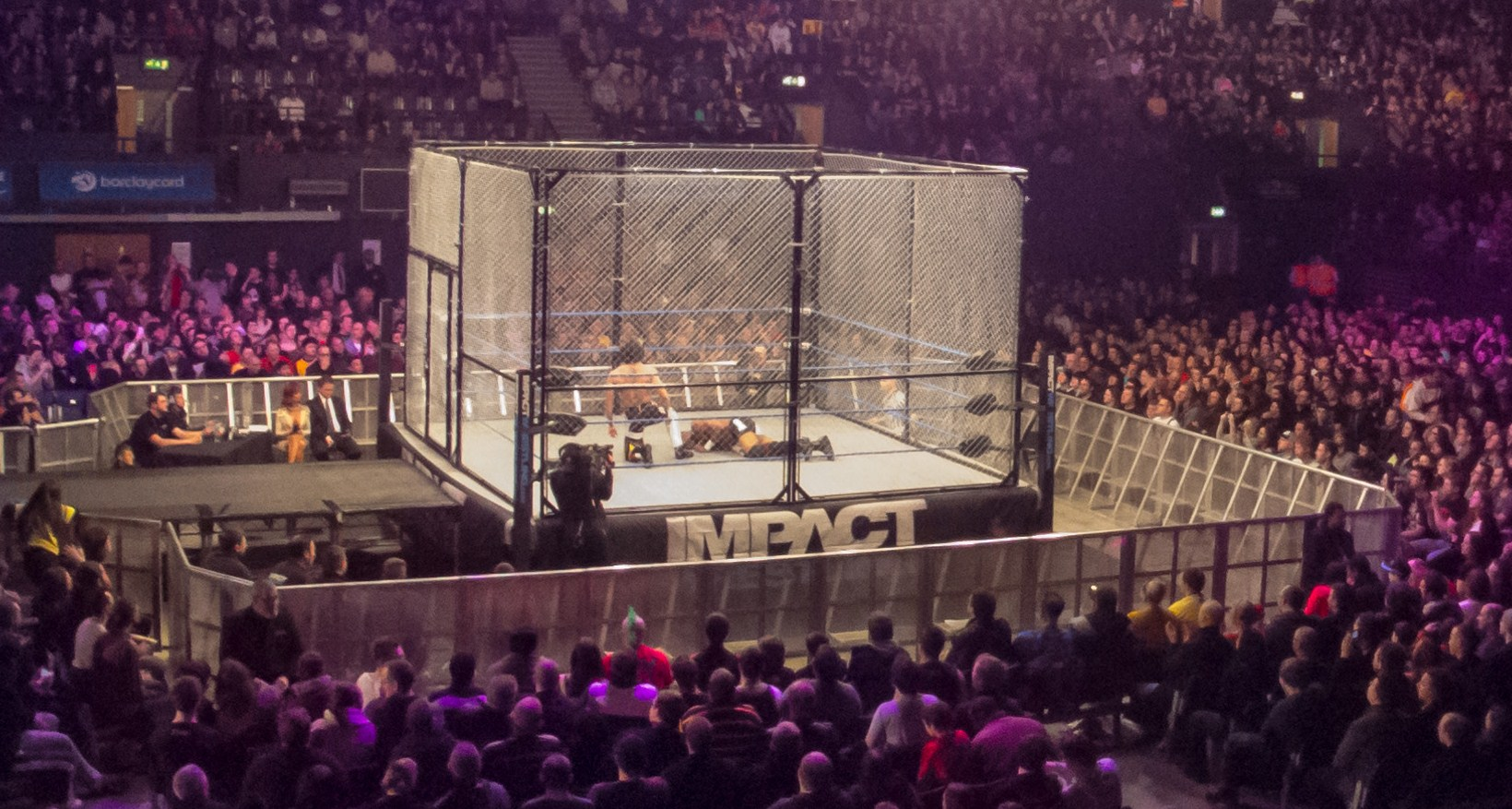
Матч в стальной клетке на шоу Impact Wrestling в 2013 году.

Матч в стальной клетке (англ. Steel cage match) — тип матча в рестлинге, который проводится в клетке, образованной листами металлической сетки, расположенными вокруг, внутри или по краям ринга. 
Наиболее распространенным способом победы является побег из клетки, либо через верхнюю грань, либо через дверь клетки, когда обе ноги рестлера касаются пола арены. Другие способы выиграть матч в стальной клетке — это победа удержанием или болевым приёмом, хотя в современную эпоху такие условия встречаются реже. Возможна ситуация, когда один рестлер пытается выбраться через верхнюю стенку клетки, а другой пытается выбраться через дверь клетки. В Мексике матчи в стальной клетке выигрывают, просто забравшись на верхнюю стенку клетки. 

## История
Стальная клетка является одной из самых старых форм ограждений, используемых в рестлинге. Самые ранние известные матчи в стальных клетках состоялись 9 января 1936 года в Карутерсвилле, Миссури, на шоу, включавшем два матча с «забором из куриной сетки» между Джезом и Отто Людвигами и Джо Диллманом против Чарльза Синки. Эти матчи проходили на ринге, окруженном сеткой для кур, чтобы удержать спортсменов внутри и предотвратить возможные вмешательства. Со временем такие матчи претерпели значительную эволюцию, перейдя от куриной сетки к стальным прутьям и ограждениям из сетки Рабицы. Сетка Рабица ныне является стандартом в матчах в стальной клетке, поскольку она дешевле в производстве, легче в транспортировке, более гибкая и, следовательно, более безопасная для рестлеров. 
В World Wrestling Federation в 80-х и 90-х годах использовалась клетка из стальных прутьев, покрашенных в синий цвет. В прошлом матчи в стальной клетке в Total Nonstop Action Wrestling назывались «Шесть сторон стали», так как клетка окружала их шестисторонний ринг. 